# Museo de la Cultura Romaní

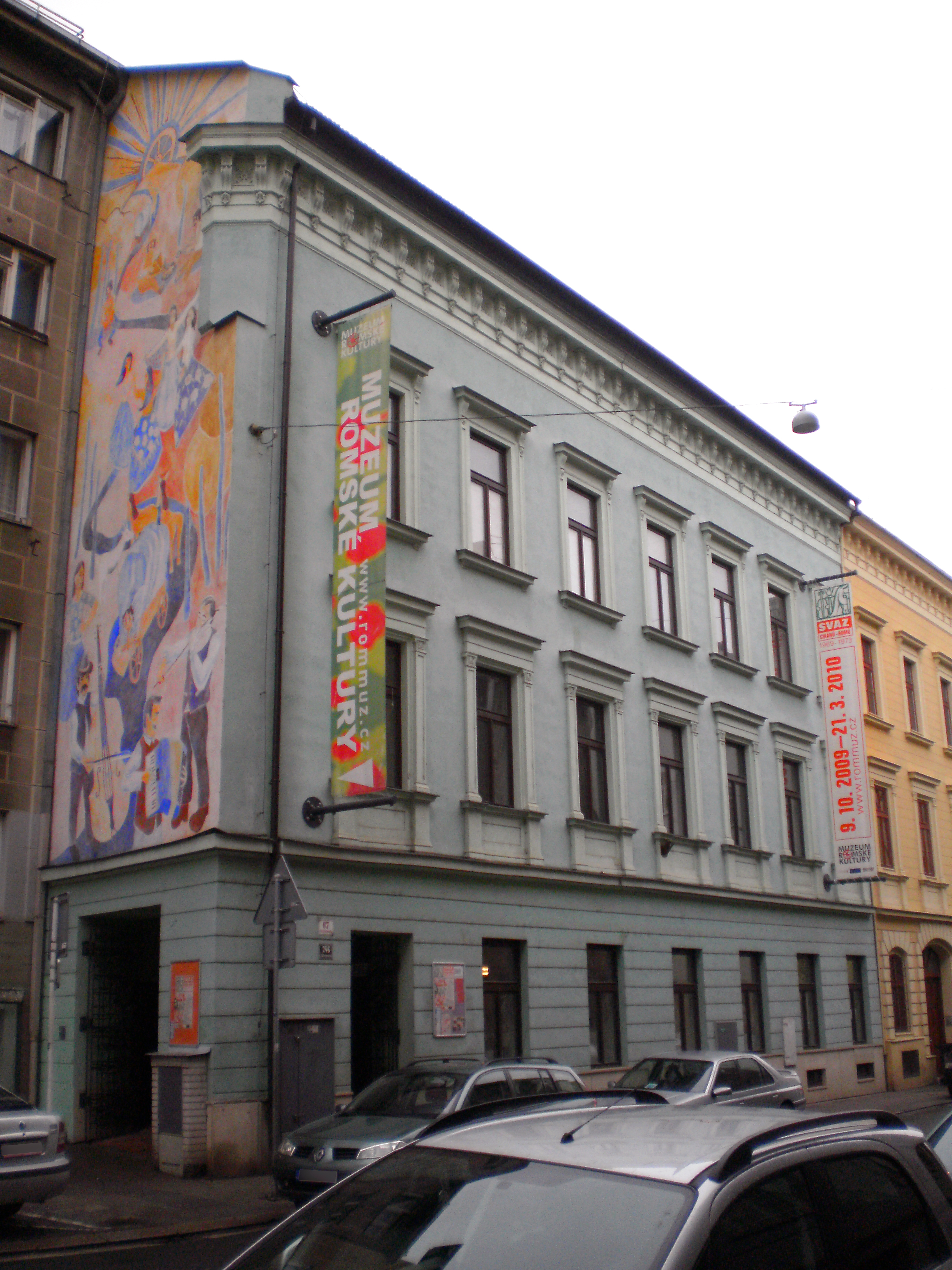
El Museo de la Cultura Romaní en Brno, República Checa

El Museo de la Cultura Romaní o Museo de la Cultura Gitana (Muzeum romské kultury en checo) es una institución dedicada a la historia y cultura del pueblo gitano. Está situado en la ciudad checa de Brno. Su directora es Jana Horváthová.

## Historia
El museo fue fundado en 1991, tras la Revolución de Terciopelo en Checoslovaquia, por un grupo de intelectuales romaníes. Durante sus primeros años, la institución se enfrentó a problemas financieros y el museo cambió frecuentemente de emplazamiento. En diciembre de 2000, se trasladó a la calle Bratislavská de Brno, que es el centro de la cultura gitana local. En la actualidad, la financiación del museo corre a cargo de los presupuestos del Estado.
El 1 de diciembre de 2005, abrió la primera exposición permanente. El museo organiza conferencias, conciertos, debates y cursos de lengua romaní para el público general y para profesionales. Por la tarde el club está abierto para los niños romaníes de la zona.

## Exposiciones
La exposición permanente  cubre 6 salas con un área total de 326 m². Está dedicada a la vida, a la cultura y a los hitos históricos de los gitanos durante su emigración desde Egipto hasta el día presente, con un particular énfasis en la situación en los países checos entre 1945 y 1989.
De vez en cuando, se crean exposiciones temporales, generalmente de arte y fotografía.

## Biblioteca
Además de las exposiciones, el museo es un sitio de investigación sobre la cultura romaní. Cuenta con una biblioteca pública con una colección de unas 3000 publicaciones (libros, revistas, CD). La biblioteca contiene artículos de investigación, literatura romaní, artículos de prensa en checo y eslovaco, artículos de prensa en otros idiomas, un recorrido por la legislación en lo concerniente a la comunidad gitana y debates impresos.